# Ashaiman
Ashaiman är en stad i Ghana och utgör en kommun i regionen Storaccra. Staden ingår i Accras storstadsområde och hade cirka 190 000 invånare vid folkräkningen 2010. Orten grundades på 1600-talet av Nii Amui. Kommunen bildades formellt 2008, från att tidigare ingått i Temas kommun. Ashaiman ligger ett par mil nordost om Accra.